# Condado de Mollina
El condado de Mollina es un título nobiliario español concedido en 23 de noviembre de 1679 por Carlos II a Francisco Chacón y Enríquez. Carlos IV le concedió la Grandeza de España en 5 de diciembre de 1803 a Francisco Chacón y Manrique de Lara, IV conde de Mollina.
Su nombre se refiere al municipio andaluz de Mollina, en la provincia de Málaga.

## Condes de Mollina
|                        | Titular                                            | Periodo                |
| Creación por Carlos II | Creación por Carlos II                             | Creación por Carlos II |
| ---------------------- | -------------------------------------------------- | ---------------------- |
| I                      | Francisco Chacón Enríquez                          | 1679-1684              |
| II                     | Fernando Chacón y Manrique de Lara                 | 1684-1732              |
| III                    | José Joaquín Chacón-Manrique de Lara y Medrano     | 1732-1782              |
| IV                     | Francisco Chacón-Manrique de Lara y Messía Medrano | 1782-1806              |
| V                      | José Chacón-Manrique de Lara y Messía Medrano      | 1806-1814              |
| VI                     | Fernando Chacón-Manrique de Lara y Messía Medrano  | 1814-1837              |
| VII                    | Juana Piñeyro y Echeverri                          | 1847-1901              |
| VIII                   | María Isabel Caro y Guillamas                      | 1903-1941              |
| IX                     | María del Carmen Azlor de Aragón y Guillamas       | 1941-1970              |
| X                      | Marcelino Martos y Azlor de Aragón                 | 1970-actual titular    |

## Historia de los condes de Mollina
- Francisco Chacón Enríquez (m. 13 de junio de 1684), I conde de Mollina,[1][2] regidor perpetuo de Antequera y caballero de la Orden de Calatrava.

Casó el 12 de noviembre de 1664 con María Antonia Manrique de Lara (m. 1698). Le sucedió su hijo:
- Fernando Chacón Manrique de Lara (m. 28 de octubre de 1732), II conde de Mollina.[1][2]

Casó el 29 de junio de 1690 con María Mercedes Chacón y Salazar (m. 1711). Le sucedió su nieto:
- José Joaquín Chacón-Manrique de Lara y Medrano (1727-29 de enero de 1782), III conde de Mollina.[1][2]

Casó el 27 de abril de 1743 con María Josefa Messía y Carvajal (m. 1774).  Le sucedió su hijo:
- Francisco Chacón-Manrique de Lara y Messía Medrano (Málaga, 1 de septiembre de 1748-4 de febrero de 1806), IV conde de Mollina,[1] grande de España[2][3] y mariscal de Campo. Sucedió su hermano:

- José Chacón-Manrique de Lara y Messía Medrano (m. 11 de abril de 1814), V conde de Mollina,[1] grande de España[2] Sucedió su hermano:

- Fernando Chacón-Manrique de Lara y Messía Medrano (m. 29 de febrero de 1837), VI conde de Mollina,[1] grande de España[2] VII marqués de Villamayor, VI conde de Torrubia y marqués de las Nieves.

En 12 de agosto de 1847 sucedió su sobrina bisnieta:
- Juana Piñeyro y Echeverri (Málaga, 31 de octubre de 1829- 18 de diciembre de 1901[2]) VII condesa de Mollina,[1] grande de España,[2]  VIII marquesa de Villamayor, IX condesa de Torrubia[4] y V marquesa de las Nieves[5] y IX condesa de Villalcázar de Sirga.[4] Era hija de Buenaventura Piñeyro de Ulloa y Manuel de Villena, VIII marqués de Bendaña, conde de Canillas y barón de Molinet y de su primera esposa, Isabel de Echeverri Chacón y Pérez del Pulgar, condesa de Villalcázar de Sirga.[6]

Casó el 9 de mayo de 1852 con Fernando de Guillamas y Castañón (n. Valladolid, 31 de julio de 1823), IX marqués de San Felices,  IV marqués de Campo Fértil, VII conde de Alcolea de Torote, y caballero de la Orden de Calatrava. Sucedió su nieta:
- María Isabel Guillamas y Caro, VIII condesa de Mollina[1][2]

Casó en 1906 Con José Antonio Azlor de Aragón y Hurtado de Zaldívar (1873-1960), XVII duque de Villahermosa, XIV conde de Luna, X conde de Guara, VII duque de Granada de Ega, etc. En 28 de septiembre de 1951, por cesión, sucedió su hija:
- María del Carmen Azlor de Aragón y Guillamas (San Sebastián, 20 de octubre de 1912-Madrid, 30 de diciembre de 1988), IX condesa de Mollina,[1][2] VIII duquesa de Granada de Ega y VI marquesa de Santiago de Oropesa.

Casó el 16 de enero de 1941 con Alfonso Martos y Zabálburu (1907-1988), VII marqués de Casa Tilly y VI marqués de Iturbieta. En 7 de agosto de 1970, por cesión, sucedió su hijo:
- Marcelino Martos y Azlor de Aragón, X conde de Mollina.[2][1]

Casó con Piedad Laborde y Muñoz, padres de Isabel (n. 1969), Sonia (n. 1971), Piedad (n. 1975), Marcelino (n.1976) y Beatriz Martos y Laborde (n. 1987).